# Vladimir Šal
Vladimir 'Bobo' Šal (Osijek, 5 mei 1932) is een Oostenrijks-Joegoslavisch voormalig voetballer die voor onder andere Dinamo Zagreb speelde.

## Carrière

### Joegoslavië
Vladimir Šal speelde in zijn geboorteplaats Osijek voor Proleter Osijek. Hier speelde hij niet lang, omdat hij naar Lokomotiva Zagreb vertrok. Tijdens zijn militaire dienst speelde hij voor FK Vardar Skopje, waarna hij terugkeerde naar Zagreb om voor Dinamo Zagreb te spelen. Hij scoorde bij zijn debuutwedstrijd, die met 3-2 werd gewonnen van FK Vojvodina. Hij speelde in totaal zes wedstrijden, waarin hij tweemaal scoorde. Tijdens een uitwedstrijd van Dinamo tegen het Zweedse Hammarby IF vluchtte hij van zijn team was en vroeg hij asiel aan in Zweden. Hier speelde hij acht maanden voor IFK Stockholm, waarna hij een aanbod van een Canadese club kreeg om trainer te worden. Hij vertrok naar Canada, maar nadat zijn club ophield te bestaan wilde hij terugkeren naar Zweden. Op een tussenstop op Schiphol ontmoette hij echter een vertegenwoordiger van AFC Ajax, waarop hij zijn reis afbrak en in Nederland bleef.

### Kwestie Šal
In het voorjaar van 1957 trainde Šal een paar keer mee met Ajax, en in een oefenwedstrijd tegen De Graafschap maakte hij veel indruk. Hij tekende een voorcontract, zodat hij ondanks belangstelling van andere Nederlandse, Belgische, Italiaanse clubs en Eintracht Frankfurt in de zomer bij Ajax kon aansluiten. Niet veel later beweerde BVC Amsterdam echter dat Šal bij hen had getekend. De KNVB stelde een commissie van onderzoek in. De kwestie leek een onverwacht einde te krijgen toen Minister van Justitie Ivo Samkalden bepaalde dat Šal het land uit moest, omdat hij al asiel had aangevraagd in Zweden, maar enkele dagen later werd deze beslissing opgeschort tot september.
De KNVB bepaalde dat BVC Amsterdam noch manager Dé Stoop iets verkeerd hadden gedaan, en dat Ajax Šal gedwongen had een contract te tekenen. Hij zou naar eigen zeggen in een auto geduwd zijn en onder dwang een contract hebben getekend. Zodoende werd het dagelijks bestuur van Ajax twee jaar voorwaardelijk geschorst. Ajax diende echter zeven klachten in tegen Šal, die aan journalist Kick Geudeker toegaf niet gedwongen te zijn tot het tekenen van een contract. Ditmaal verklaarde hij voor de rechter dat hij helemaal geen contract had getekend.
In juli 1957 verliet Šal zonder paspoort Nederland, terwijl hij nog verdachte was in het onderzoek. Hij bleek via Keulen en Wenen terug naar Joegoslavië te zijn gevlucht. Hierop werden de schorsingen voor bestuursleden van Ajax door de KNVB opgeschort. Ondertussen beheerste de kwestie zodanig het nieuws dat er kamervragen werden gesteld aan de Minister van Justitie. Eind juli 1957 werd bestuurslid van BVC Dé Stoop gearresteerd, omdat hij Šal zou hebben aangezet tot het geven van een valse verklaring. Uiteindelijk werd Stoop in 1958 voor drie jaar geschorst.

### Latere carrière
Na terugkeer in Joegoslavië meldde Šal zich bij zijn oude club, Dinamo Zagreb, waar hij niet langer welkom was. Hierna vertrok hij naar Belgrado om een contract te proberen te krijgen bij Rode Ster Belgrado, wat ook niet lukte. De FIFA schorste hem tot 1 januari 1960 na zijn vlucht uit Nederland. Desondanks solliciteerde hij in januari 1959 bij het Oostenrijkse LASK, waar hij ook een verzoek tot naturalisatie indiende. De club ontdekte het bestaan van de schorsing precies op tijd, en van een contract kwam het niet. De dag voor zijn huwelijk, ook in 1959, werd hij gearresteerd door de Oostenrijkse politie vanwege het Nederlandse opsporingsbevel, maar kwam hij weer vrij. Later tekende hij alsnog voor LASK. Eind 1959 werd hij aan de grens bij Vaals gearresteerd door de Nederlandse politie, en werd hij tot zes maanden celstraf veroordeeld voor meineed. Hierna keerde hij weer terug naar LASK, waar hij in 1960 uiteindelijk mocht spelen nadat Ajax hem vrijgaf. Later zou hij nog voor SV Darmstadt 98 gespeeld hebben.